# Бретц, Юлиус
Юлиус Бретц (нем. Julius Bretz, 26 января 1870, Висбаден — 26 декабря 1953, Бад-Хоннеф) — немецкий художник-пейзажист и график, один из четырёх основателей дюссельдорфского художественного союза Зондербунд.

## Жизнь и творчество
Вскоре после рождения Ю. Бретца умер его отец, и мать с ребёнком переехала в Дюссельдорф. В 1898—1902 годах художник жил в Донрате, близ Зигбурга. Изучал живопись в дюссельдорфской Академии искусств, также многократно и надолго ездил в Нидерланды, где брал уроки у художника-мариниста Хендрика Виллема Месдаха. Графику ему преподавал другой представитель гаагской школы, Якоб Марис. В 1921 году Ю. Бретц наследовал дом в Бад-Хоннефе и жил в нём до самой своей смерти — за исключением периода с 1942 по 1945 год, когда был вынужден скрываться у друзей от гестапо вместе со своей женой-еврейкой и дочерью.
После прихода к власти в Германии национал-социалистов Ю. Бретцу было запрещено выставлять свои работы. Тем не менее, в 1936 году он был награждён художественной премией Корнелиуса города Дюссельдорфа. В 1953 году художнику был вручён Большой крест ордена «За заслуги перед ФРГ».
Полотна Ю. Бретца можно увидеть в художественных музеях Бонна, Дюссельдорфа, Кёльна, Вупперталя, Цюриха и других городов.

## Выставки
- 1892/1896: Берлин
- 1901: Дрезден
- 1907: Мюнхен, Дюссельдорф
- 1909: участие в первой выставке Зондербунда, Вупперталь
- 1912: вторая выставка Зондербунда, Кёльн
- 1949: Современная немецкая живопись и пластика, Кёльн
- 1950: Почётная выставка к 80-летию, Кёльн
- 1965: Ретроспектива к 95-летию Ю.Бретца, Дюссельдорф, галерея Паффрат
- 1970: Юлиус Бретц — рисунки, пастель, масляная живопись, Нёйс